# Палудан-Мюллер, Фредерик
Фредерик Па́лудан-Мюллер (дат. Frederik Paludan-Müller; 7 февраля 1809, Кертеминне, — 27 декабря 1876, Копенгаген) — датский поэт и писатель.

## Биография
Родился на острове Фюн в семье священника, впоследствии епископа. В 1819 году его отец был переведен в Оденсе, где Фредерик начал посещать латинскую школу. В 1828 году поступил в Копенгагенский университет изучать право. В юности пережил несчастную любовь к женщине, которая была на 20 лет старше его. 30 августа 1838 года женился на женщине на 7 лет старше его; счастливым этот брак не был (хотя супруга, весьма религиозная, по-своему любила мужа), детей у супругов не было. Жил очень уединённой жизнью (хотя однажды путешествовал за границу): сначала в Копенгагене, затем в течение многих лет в коттедже на окраине королевского парка Фреденсборг и затем в своём доме в Копенгагене, где и умер. В последние годы жизни тяжело болел.
Ещё до окончания курса по юридическому факультету получил достаточную известность как писатель. Дебютировал стихотворением «Raab til Polen» (1831), четырьмя балладами («Fire Romancer») и комедией «Kjärlighed ved Hoffet» («Любовь при дворе», 1833), в которой критики того времени усматривали влияние Уильяма Шекспира и Карло Гоцци. Широкую известность получил благодаря эротической поэме «Dandserinden» («Танцовщица», 1833); в ЭСБЕ отмечались присущие этой поэме «редкое чувство прекрасного, широкое мировоззрение, глубокое нравственное чувство, а также меткий сатирический ум и замечательное уменье владеть стихом»; несмотря на влияние стиля Джорджа Байрона, после этой поэмы за ним закрепилась репутация одного из крупнейших поэтов Дании его времени. За ней последовала лирическо-драматическая поэма «Amor og Psyche» («Амур и Психея», 1834). В 1835—1838 годах вышли в свет его поэмы «Zuleimas Flugt» («Бегство Зулеймы») и два сборника, в которые вошли комедия «Eventyr i Skoven» («Приключение в лесу»), драматическая поэма «Alf og Rose» («Эльф и роза»), комедия «Fyrste og Page» и много лирических и эпических стихотворений. Из его стихотворений наиболее известны «Lucifers Fald» («Падение Люцифера»), а также «Beatrice», «Vestalinden» («Весталка») и «Slaven» («Раб»). В 1838—1840 годах совершил гранд-тур: посетил Германию, Францию, Швейцарию и Италию и некоторое время жил в Риме. После возвращения написал драматическую поэму «Venus» (1841) и первую часть своей главной работы — эпической поэмы «Adam Homo», названной по имени героя поэмы. Вторая и третья её части вышли только семь лет спустя.
В промежутки между выходом первой и последующих частей «Adam Homo» в 1844 году вышли его поэмы «Tithon» и «Dryadens Bryllup» («Свадьба Дриады»). В 1854 году вышел сборник, содержащий три поэмы: «Mysteriet», «Ahasverus» и «Abels Dòd» («Смерть Авеля»), а также трагедия «Kalanus», которую критики считали вторым главным его произведением после «Adam Homo». В 1861 году вышел сборник его новых поэтических произведений, из которых наибольшую известность получили стихотворения «Kain» и «Benedikt fra Nurcia». В последние годы жизни написал два произведения в прозе: сказку «Ungdomskilden» («Источник юности») и большой роман «Ivar Lykkes Historie». Последнее произведение Палудана — поэма «Adonis» (1875).